# Голден Вали (Северна Дакота)
Голден Вали (енгл. Golden Valley) град је у америчкој савезној држави Северна Дакота.

## Демографија
По попису из 2010. године број становника је 182, што је 1 (-0,5%) становника мање него 2000. године.
| Група             | 2000.       | 2010.       |
| Белци             | 182 (99,5%) | 174 (95,6%) |
| Афроамериканци    | 0 (0,0%)    | 0 (0,0%)    |
| Азијати           | 0 (0,0%)    | 2 (1,1%)    |
| Хиспаноамериканци | 0 (0,0%)    | 3 (1,6%)    |
| Укупно            | 183         | 182         |